# Rainberg
 (avril 2024).
Le contenu est difficilement compréhensible vu les erreurs de traduction, qui sont peut-être dues à l'utilisation d'un logiciel de traduction automatique.
Le Rainberg est le plus petit des sommets de la ville de Salzbourg, au milieu du quartier de Riedenburg, qui lui a donné son nom. Il est en partie considéré comme les contreforts du Mönchsberg et culmine à 510 m d'altitude ; comme le Mönchsberg, il se compose de conglomérat, gravier de rivière consolidé avec du mortier de chaux, déposé ici quand il y avait un delta de rivière.

## Histoire
Le Rainberg était déjà habité à la plus ancienne période néolithique. L'activité de peuplement dure plus de 5 000 ans (durant les âges du cuivre, du bronze, du fer, les cultures de Hallstatt et de La Tène) jusque vers 15 av. J.-C., quand les Romains du temps de l'empereur Auguste envahissent, poussant les derniers anciens celtes à déménager dans la zone de la vieille ville d'aujourd'hui.
La colonie perchée découverte sur le Rainberg était la plus importante des colonies préhistoriques des montagnes de l'île de Salzbourg autour de la vieille ville. Les matériaux archéologiques trouvés à cet endroit furent principalement découverts lors de travaux de carrière et pratiquement pas de fouilles ciblées. La poterie et les objets métalliques de la période de Latène constituent l'essentiel (vases, outils, bijoux, fibules, pièces de monnaie). La découverte la plus remarquable est une statuette de sanglier en bronze du Ier siècle av. J.-C.
À l'origine, le Rainberg s'appelait Hohe Riedenburg, ou simplement Riedenburg (Ritinburg a rupe que Ritinburc appelatur, 1139), également Ofenlochberg. Au XIXe siècle, le nom de Riedenburg est ensuite transféré au quartier nouvellement construit.
En 1525, lors du siège de la forteresse de Hohensalzburg, les fermiers rebelles dressent leur camp « sur le hohe Riedenburg » (c'est-à-dire sur le Rainberg).
En 1680, le fonctionnaire de la cour Christoph Rein loue le Hohe Rittenburg. Depuis lors, la montagne porte également le nom de Rainberg du nom de ce locataire. Dans le Rainberg, plusieurs cavernes ont été créées comme abris anti-aériens ; quelques-unes sont encore utilisées aujourd'hui.
Le Rainberg sert de carrière de conglomérat depuis le début du Moyen Âge. La montagne est de plus en plus démantelée après 1680 et de nouveau après 1857. Le Rainberg est protégé en tant que monument culturel depuis 1941. L'exploitation minière est également suspendue depuis cette époque. Depuis 1955 environ, la montagne n'est plus accessible. La pente steppique du Rainberg est une réserve naturelle depuis 1868 en raison de ses plantes et de sa faune uniques qui aiment la chaleur, et la forêt de Rainberg est également protégée en tant que réserve forestière naturelle depuis 1986.
L'Akademisches Gymnasium de Salzbourg est situé dans la partie sud et inférieure du Rainberg.

## Écologie
Le Rainberg est désigné réserve forestière naturelle (no 1) ainsi que zone paysagère protégée (GLT00053/Sbg:19) avec une superficie de 3,26 ha en 1986. Cette zone inaccessible du sommet est aussi une réserve biogénétique. C'est une forêt mixte de feuillus collinaire (intervalle d'altitude de 440 à 510 m), car elle est caractéristique des contreforts des Alpes.
Le versant de steppe orienté au sud sur le Rainberg est un vestige de la période chaude post-glaciaire, lorsqu'un climat chaud et steppique régnait ici. Au Néolithique le plus ancien, les premiers colons travaillaient alors le sol et continuaient à préserver l'herbe des pâturages sur le versant sud du Rainberg en faisant paître le bétail. Le règlement sur le Rainberg a duré près de 5 000 ans, mais pendant les 2 000 années suivantes, la montagne continue à être de vastes pâturages (à moins qu'elle ne soit utilisée comme carrière). Une flore et une faune remarquables qui aiment la chaleur ont pu survivre sur le versant de la steppe pendant des milliers d'années : genêt des teinturiers, véronique germandrée, Asperula cynanchica, épiaire droite, Clinopodium nepeta, Koeleria, Festuca amethystina, Festuca heterophylla (es), Festuca pallens (pl)... Des papillons rares et des sauterelles vivent également ici.
La steppe rocheuse du Rainberg est également une partie protégée du paysage (GLT00052/Sbg:20). Cependant, la prairie pauvre en éléments nutritifs particulièrement précieuse du Rainberg, qui est également protégée en tant que biotope, est plus de deux fois plus grande.